# Villel de Mesa
Villel de Mesa es un municipio y localidad española de la provincia de Guadalajara, en la comunidad autónoma de Castilla-La Mancha. El término municipal, situado en el valle del río Mesa, tiene una población de 166 habitantes (INE 2024).

## Historia
Hacia mediados del siglo XIX, el lugar tenía contabilizada una población de 379 habitantes. La localidad aparece descrita en el decimosexto volumen del Diccionario geográfico-estadístico-histórico de España y sus posesiones de Ultramar de Pascual Madoz de la siguiente manera:

VILLEL DE MESA: v. con ayunt. en la prov. de Guadalajara (20 leg.), part. jud. de Molina (6), aud. terr. de Madrid (30), c. g. de Castilla la Nueva, dióc. de Siguenza (10). sit. en un ameno valle, con clima templado y sano; tiene 100 casas; la consistorial; un ant. cast. con un palacio arruinado, propiedad del marqués del mismo título de la v.; escuela de instruccion primaria, á cargo de un maestro con 1,100 rs, y 2S fan. de trigo; una igl. parr. (La Asuncion de Ntra. Sra.) servida por un cura y un sacristan; confina el térm. con los de Sisamon, Algar, Milmarcos, Amayas é Iruecha; dentro de él se encuentran varias fuentes y las ermitas de San Mames y San Roque: el terreno bañado por el r. Mesa, es de buena calidad; hay monte poblado de carrasca, sabina, enebro, romero y otros arbustos; caminos: los locales y el que desde Ariza dirige á Molina, todos pedregosos y en mal estado; correo; se recibe y despacha en Molina, por un cartero, prod.: cereales, legumbres, cáñamo, lino, hortaliza, nueces, guindas y otras frutas, leñas de combustible, y buenos pastos, con los que se mantiene ganado lanar, cabrío, vacuno y mular; hay caza de liebres, conejos, perdices y algun venado y corzo; pesca de esquisitas truchas y barbos. ind.: la agrícola; fábricas de trenzaderas de hilo, telares de lienzos, cáñamo y lino, tres molinos harineros, igual número de batanes y dos tintes con sus buenas prensas. comercio: esportacíon del sobrante de frutos, ganados, lana, y productos de la industria é importacion de los artículos que faltan. pobl.: 108 vec., 379 alm. cap. prod.: 2.519,688 rs. imp.: 145,575. contr.: 8,923.
(Madoz, 1850, p. 310)

Aunque algunas excavaciones arqueológicas en su término municipal confirman que se asentó población en este lugar desde muy remotos tiempos, el origen de Villel de Mesa está en el siglo XII, cuando, poco después de la conquista de la taifa de Molina por Alfonso I de Aragón, el primer señor de Molina, Manrique Pérez de Lara, pobló el valle y lo incluyó dentro de los límites jurisdiccionales que marcaba el fuero y que por esta zona alcanzaba hasta Sisamón. Dentro del señorío, Villel tuvo importancia estratégica durante la Edad Media debido su situación de paso entre Castilla y Aragón y a la configuración del terreno en que asienta, a la falda abrupta de un cerro rocoso en medio del valle del Mesa.
En 1299, la familia de los Funes, originaria de Navarra y dueña del castillo de Ariza, alcanzó la parte alta del valle del río Mesa, apoderándose sin problemas de todos lugares, torreones y fortalezas de esta zona tan estratégica. Entonces quedó por señor de Villel Rui González de Funes, y de ahí pasó a su descendencia, que durante siglos poseyó esta propiedad, sirviendo unas veces al Reino de Aragón y otras al de Castilla. Sus sucesores recibieron el título de marqueses de Villel en 1680, que unieron este título a la primitiva casa de los Funes, con los Azagras y Andrades, formando sus blasones el escudo del señorío de Villel. Después perteneció al patrimonio de los marqueses de Almenara.

## Demografía
Villel de Mesa cuenta con una población de 166 habitantes (INE 2024).
| Gráfica de evolución demográfica de Villel de Mesa entre 1842 y 2021                                                |
| |
| Población de derecho según los censos de población del INE Población de hecho según los censos de población del INE |

## Patrimonio

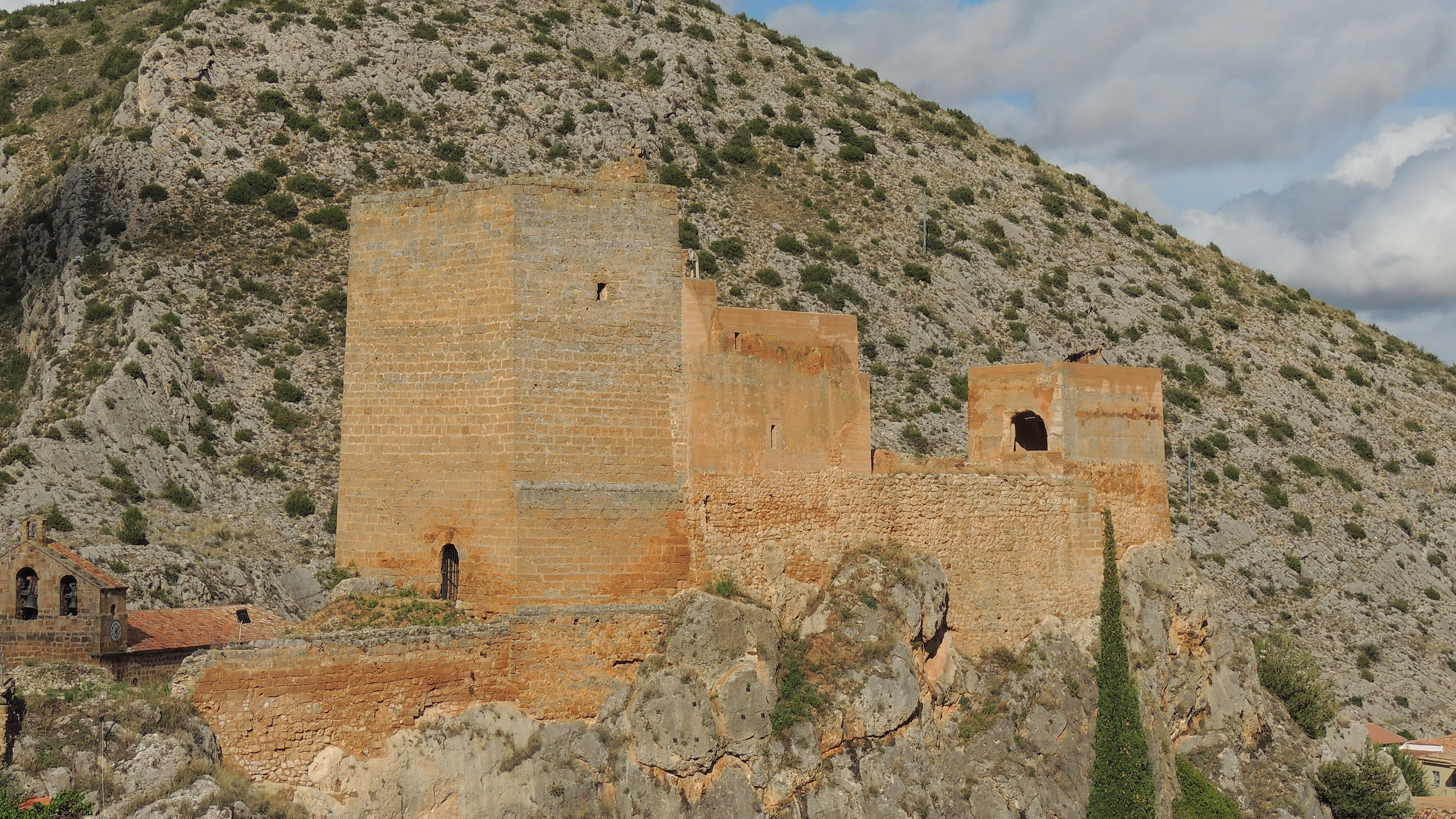
Castillo

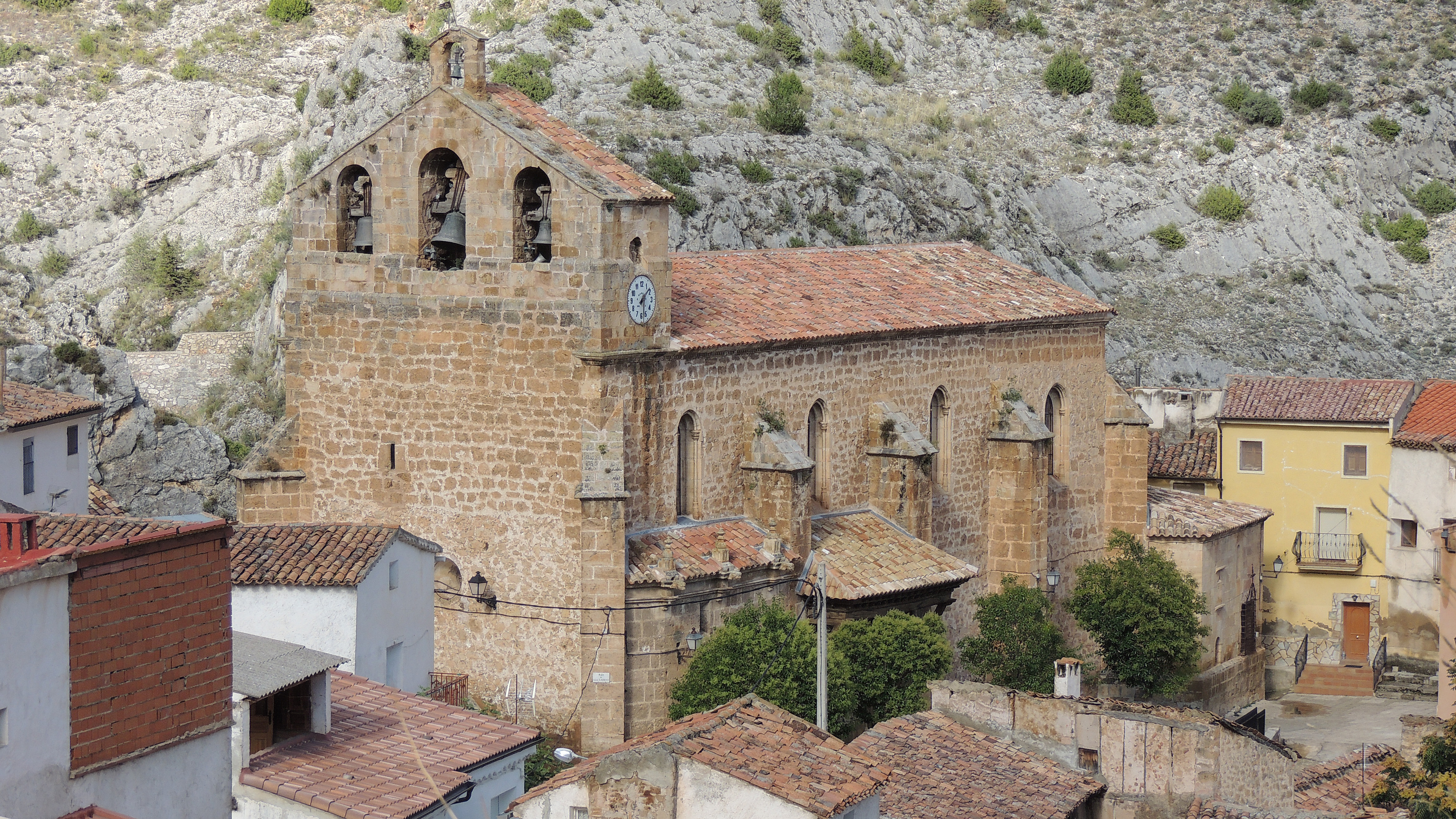
Iglesia de Nuestra Señora de la Asunción

- Castillo de los Funes. Se alza sobre un agudo peñón sobre el que se asienta el pueblo. Es un ejemplo castillo roquero cuya planta se adapta totalmente al terreno donde se asienta. La entrada se encuentra en una gran torre orientada al norte, en cuyo en su breve interior hay un patio y en su extremo un torreón o garito estrecho. La torre de entrada servía de residencia y punto fuerte del bastión. No hace muchos años, un rayo desplomó algunas almenas de este castillo, construido de sillarejo y tapial. Por el pueblo aún pueden verse restos de la muralla que lo cercó desde el siglo XV.
- Palacio de los marqueses de Villel. Se encuentra a los pies del castillo y es obra del siglo XVIII, muy elocuente de la tipología de las casas nobles molinesas. Su interior conserva la estructura original.
- Iglesia de Nuestra Señora de la Asunción. Es una obra arquitectónica originaria del siglo XVI donde se mezclan los estilos gótico y renacentista, con una portada al mediodía, ventanales y un interior cubierto de bóvedas de crucería. En sus muros destacan algunos retablos de pintura y escultura de los siglos XVI al XVIII. El retablo mayor es barroco y sobre él aparecen talladas imágenes de la Asunción de la Virgen, del Cristo Resucitado y de San Bartolomé. Tras el gran altar mayor aparecen restos de pinturas murales, aunque en mal estado de conservación. La pila bautismal del siglo XVI con tallas de puntos, guirnaldas y florones se conserva en una capilla a los pies del templo.
- Distribuidos por el pueblo hay varios ejemplares de arquitectura popular, como la casona de los Semper-Ribas, que muestra en su portada un gran arco semicircular adovelado y un escudo de la familia, y la casa de la Inquisición. En las afueras, son de destacar la ermita de los Pastorcillos y la ermita de Jesús Nazareno. También se conservan, en un alto sobre la orilla derecha del río, los restos del castillo del Mesa.

## Galería de imágenes

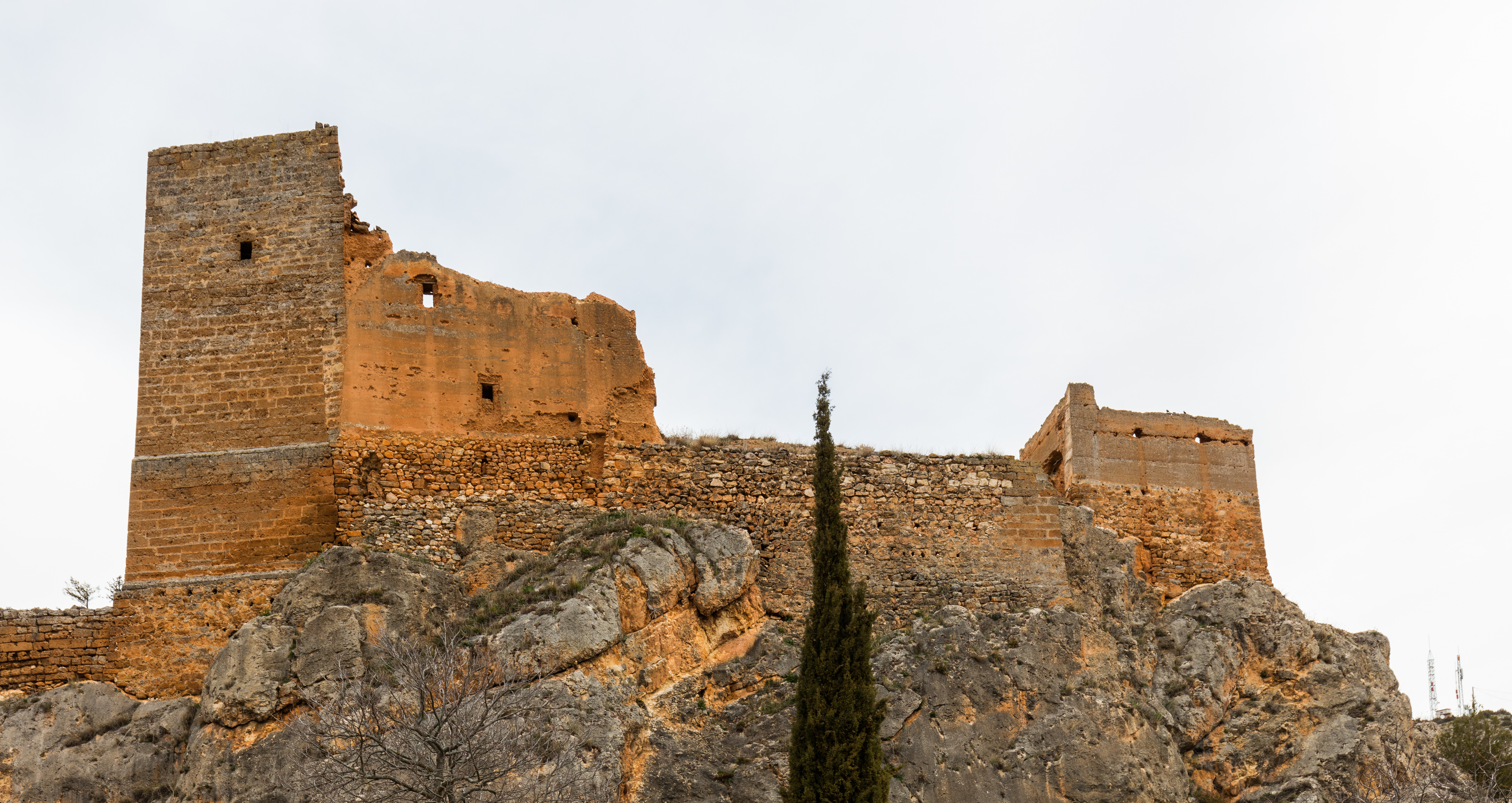
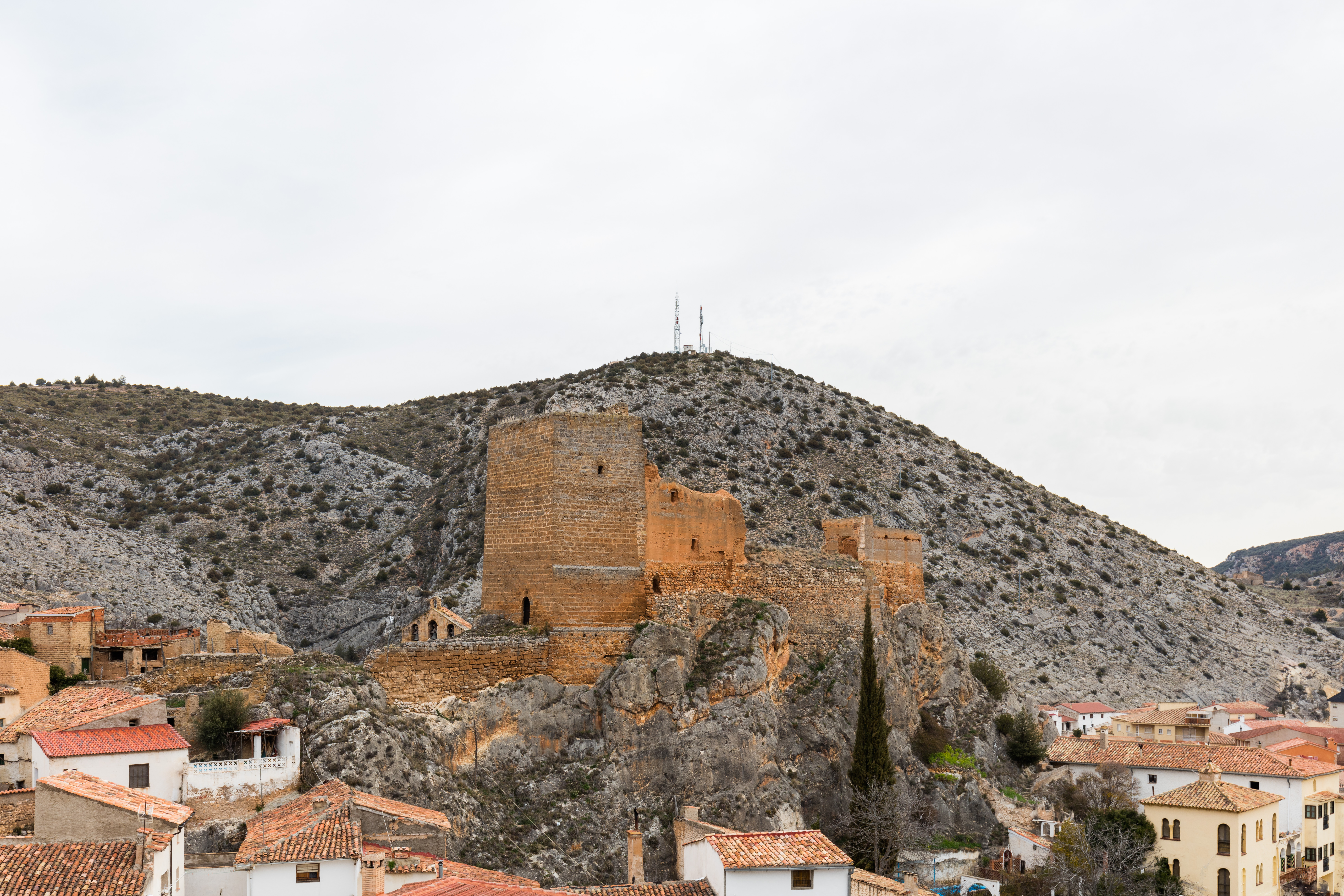
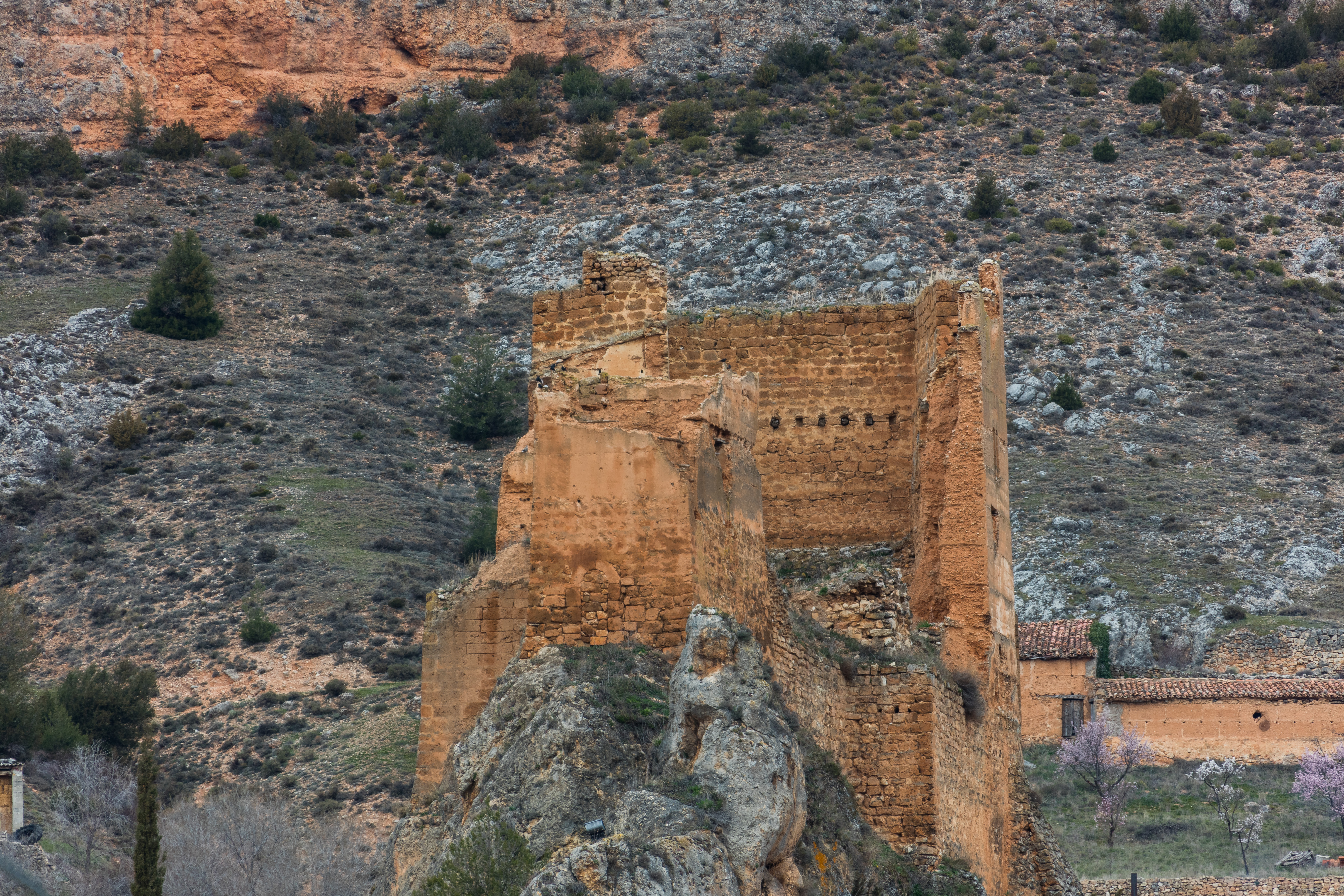
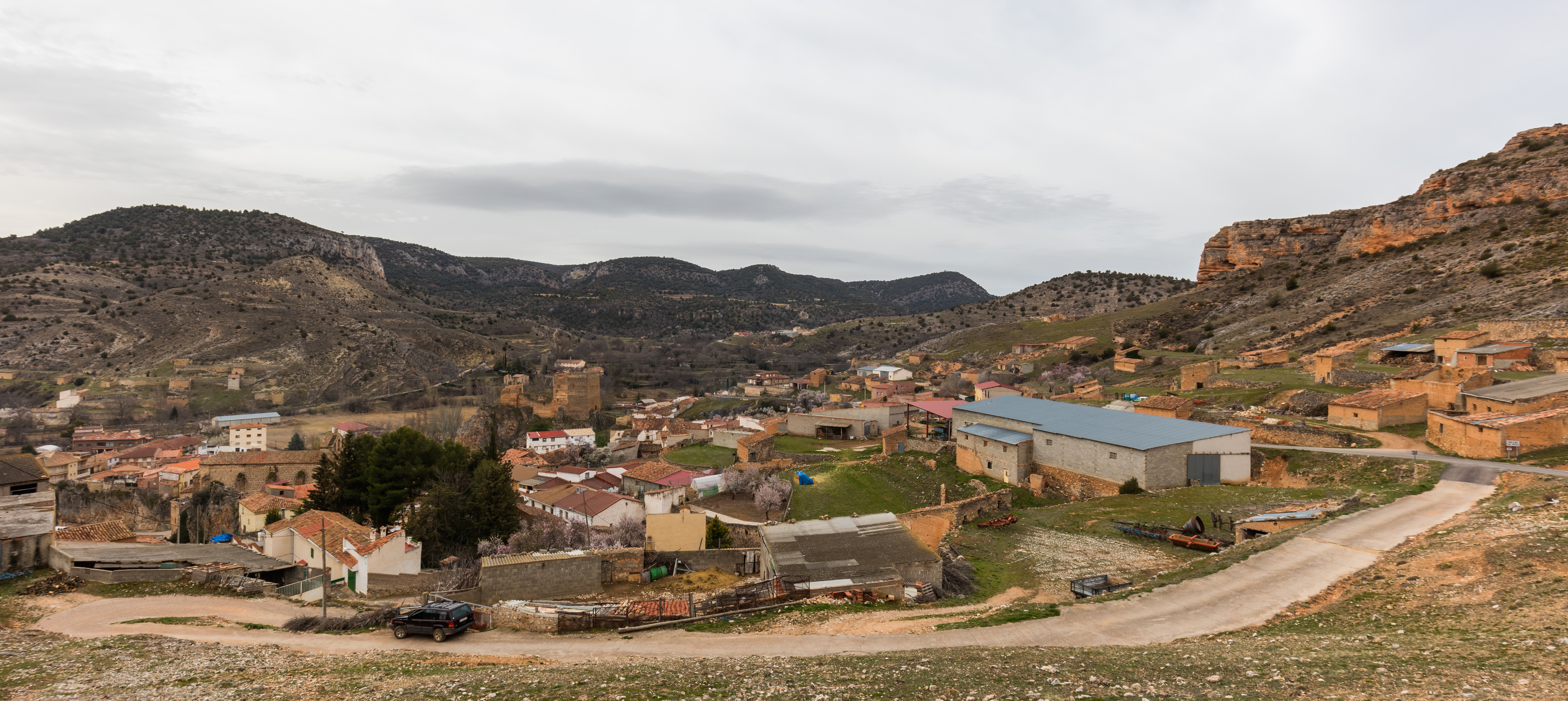
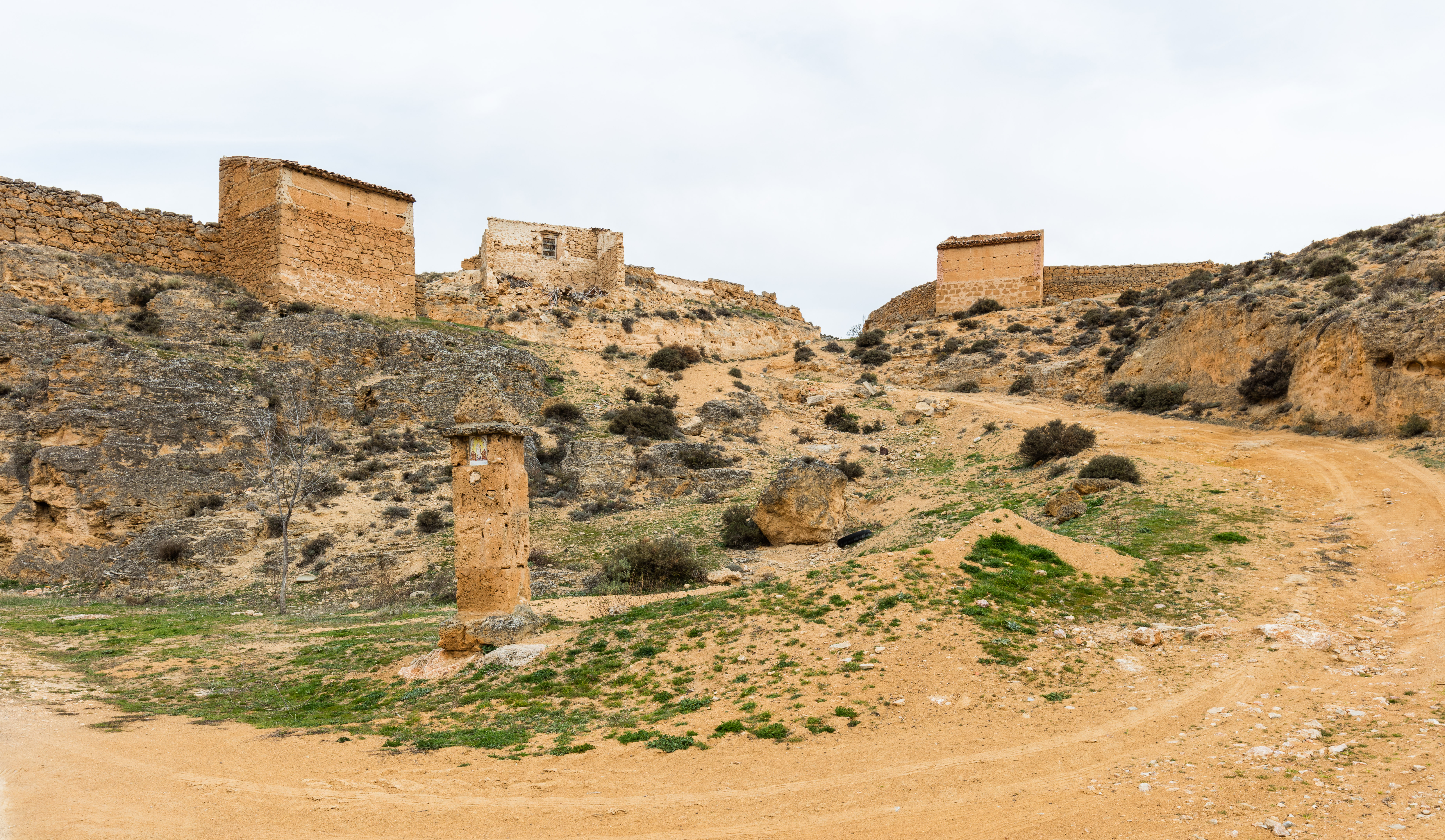
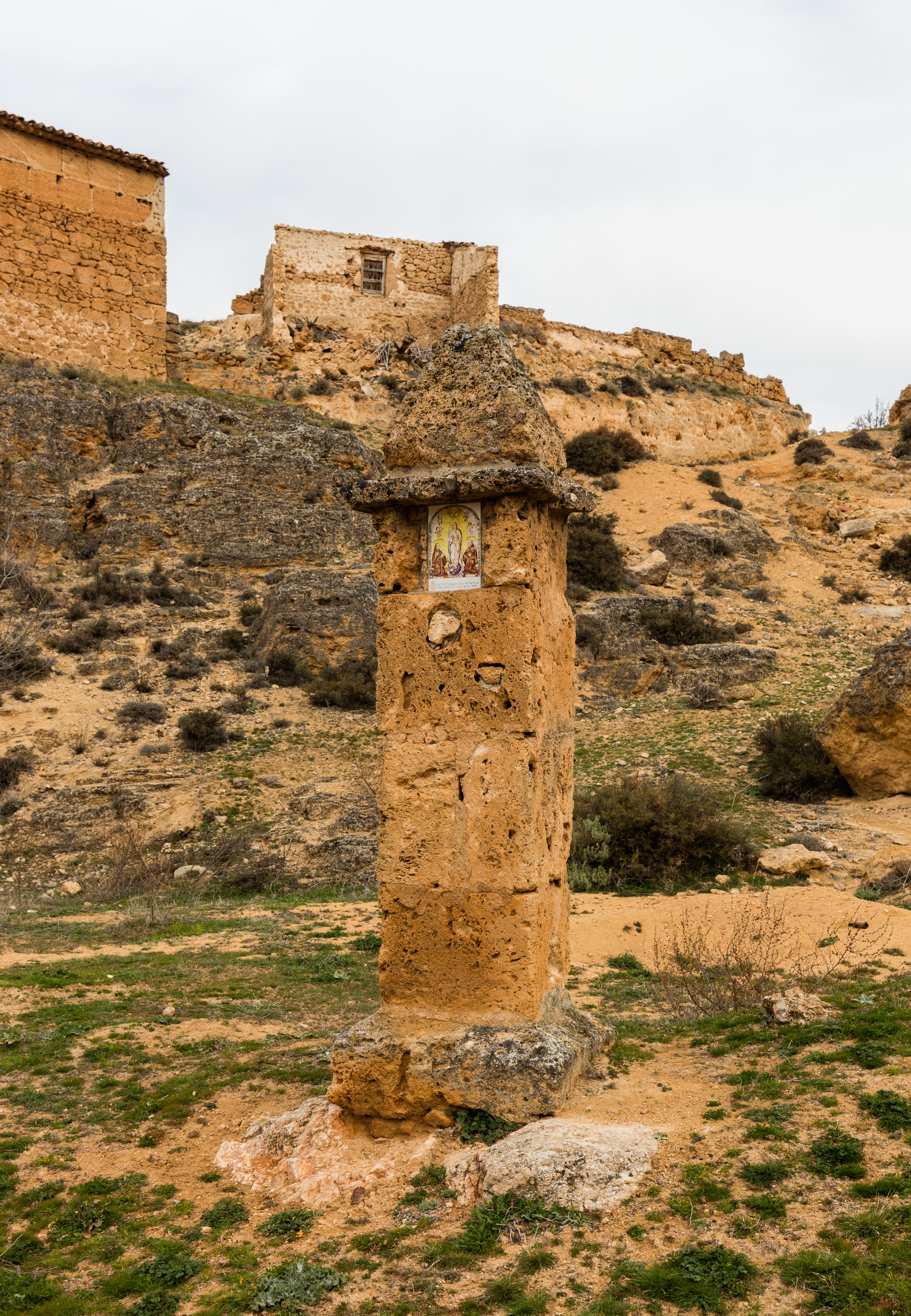
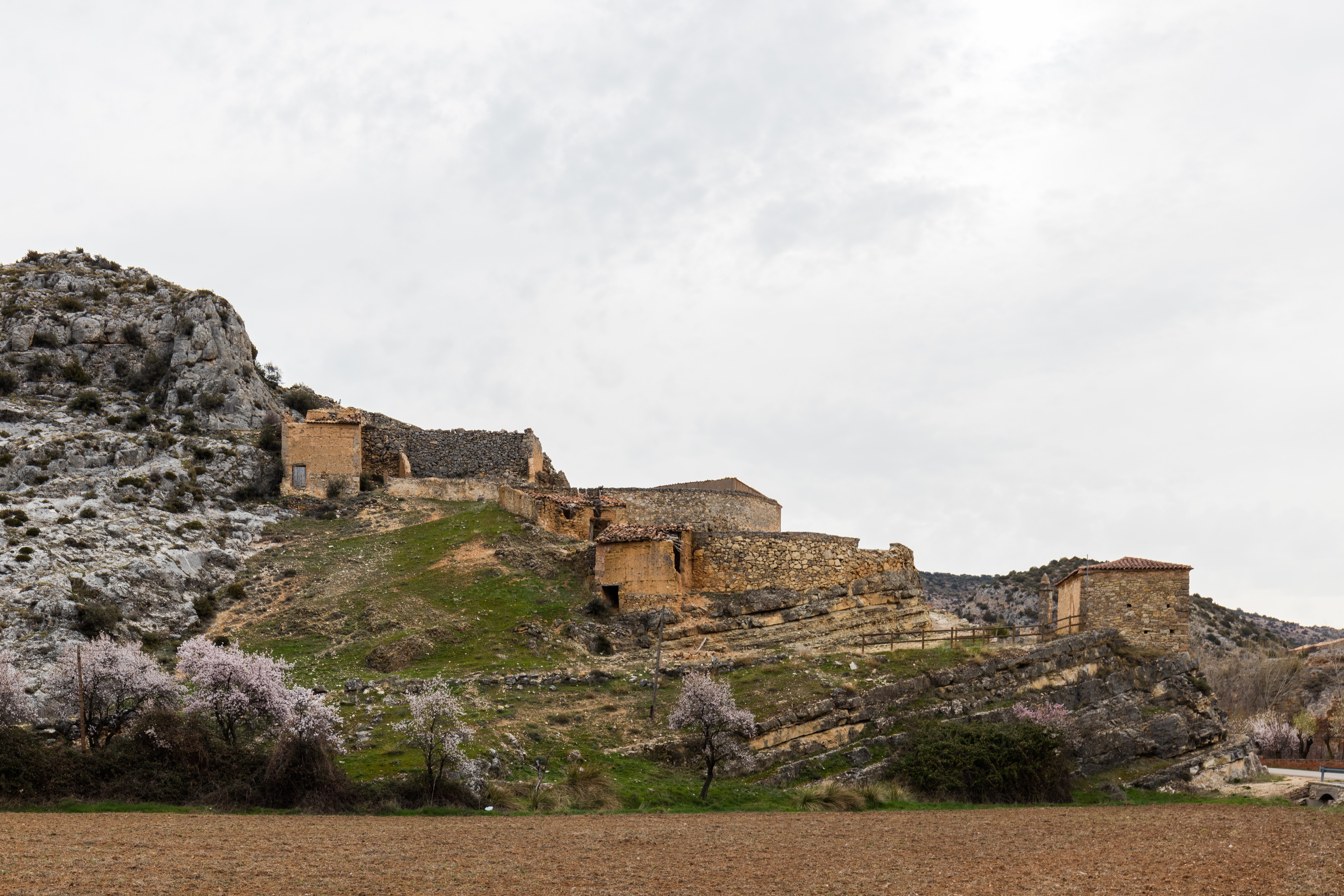